# Palettengabel
Eine Palettengabel ist ein Anbaugerät für Frontlader an Traktoren, Radladern, Gabelstaplern und Teleskopladern. Das Gerät dient insbesondere dem Transport von Palettenware, kann aber auch für Strohballen oder ähnlich geformte Güter eingesetzt werden.
Die Palettengabel besteht aus einem Zinkenträger und zwei seitlich aufgeschobenen Zinken mit einer Länge von normalerweise 100 cm.

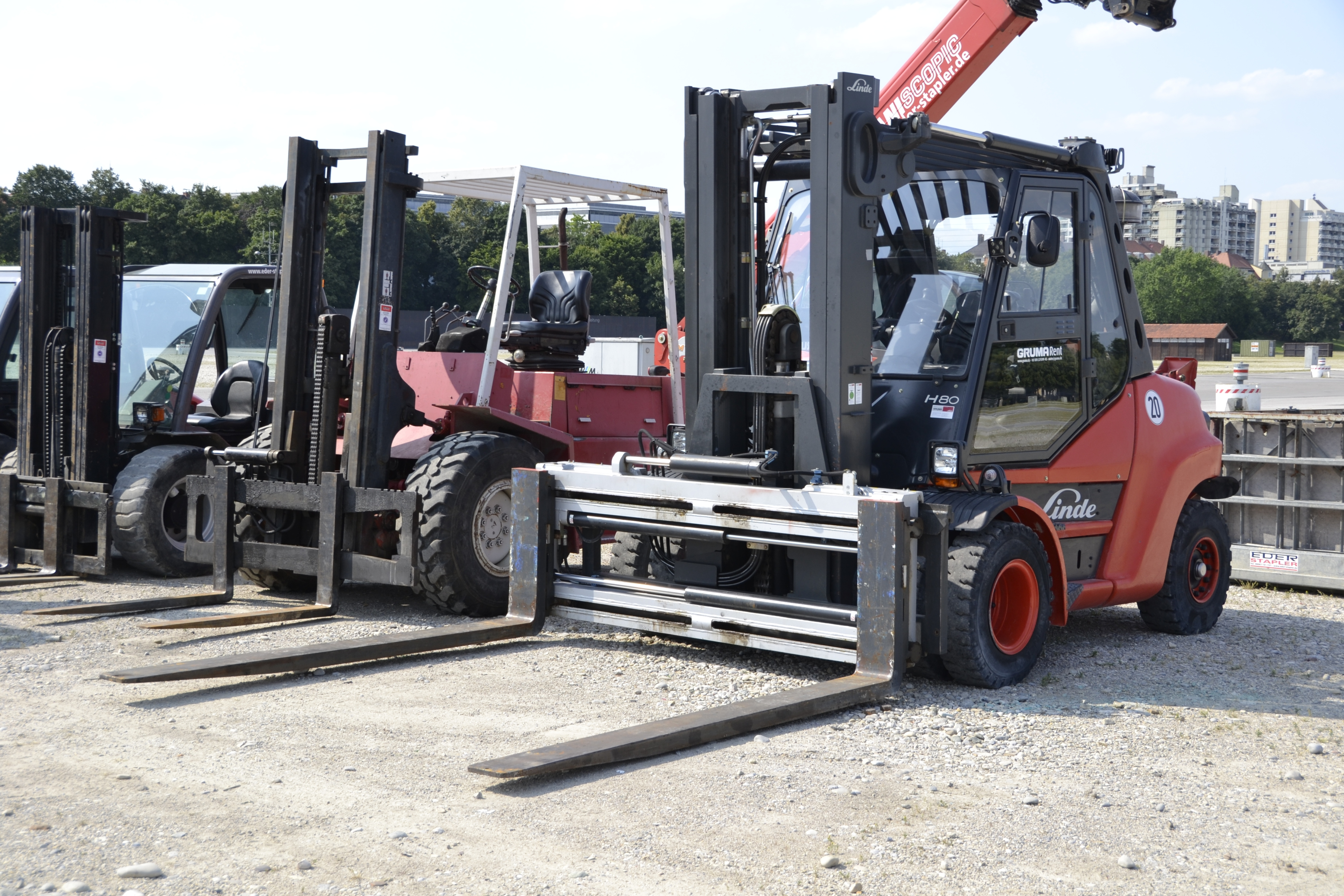
Palettengabeln mit unterschiedlicher Länge
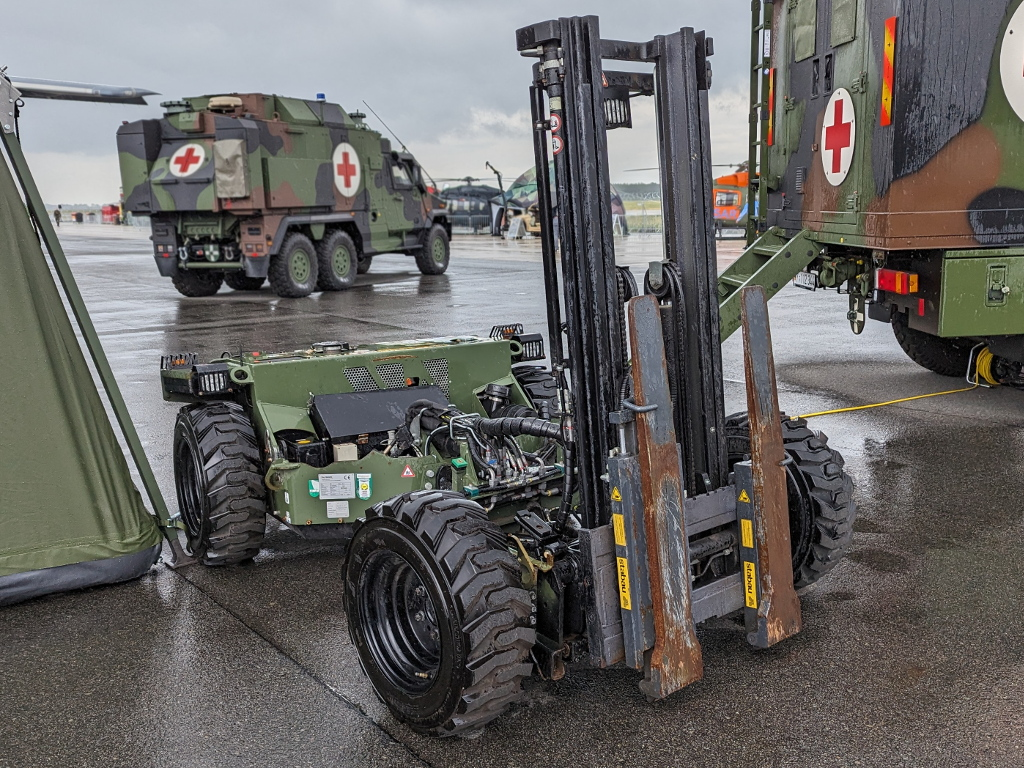
Klappbare Palettengabel